# Badania marketingowe
Badania marketingowe – usystematyzowany proces zbierania obiektywnych informacji i ich przetwarzania podejmowany celem zmniejszenia ryzyka podejmowanych decyzji marketingowych.
Pojęcie badań marketingowych jest szersze niż pojęcie badania rynku, a to ostatnie jest ogólniejsze od pojęcia analiza rynku.

## Użyteczność badań marketingowych
Umożliwiają one zmniejszenie ryzyka podjęcia błędnych decyzji, a także zdobycia informacji uzupełniających o szansach na sukces oraz umożliwiają uzyskanie informacji pozwalających zidentyfikować potrzeby i oczekiwania konsumenta, tak by oferta firmy mogła te potrzeby i życzenia zaspokoić.

## Badania marketingowe jako podstawa kierowania firmą
- Podstawą kształtowania marketing mix są badania marketingowe – planowe i obiektywne, realizowane kwalifikowanymi metodami gromadzenie, analizowanie i przekazywanie informacji o czynnikach, które tworzą warunki do prowadzenia marketingu. Są to informacje o cechach produktu firmy i produktów konkurencyjnych, o cenach i elastyczności popytu wobec zmian cen, o skuteczności różnych środków promocji produktu, o funkcjonowaniu kanałów dystrybucji oraz o opiniach i motywach postępowania nabywców produktu.
- Cel i przedmiot badań marketingowych to dostarczenie menedżerom firmy informacji niezbędnych do podejmowania decyzji dotyczących strategii produktu i opakowania (usługi), polityki cenowej, dystrybucji i promocji produktu.
- Przedmiotem badań marketingowych są najczęściej:
  - badania produktu (akceptacja i popyt na nowe produkty, badania produktów konkurencyjnych, testowanie już sprzedawanych produktów)
  - badania sprzedaży i rynku (ocena pojemności rynku, analiza udziału firmy w rynku, charakterystyka rynku branżowego, analiza sprzedaży)
  - badania dotyczące reklamy (nad treścią – zwłaszcza tekstem – ogłoszeń reklamowych, nad mediami – środkami – reklamowymi)
  - badania branży i funkcjonowania firmy (trendy branżowe, studia nad cenami, badania związane z lokalizacją zakładów produkcyjnych i placówek handlowych, analizy rynków zagranicznych, analizy zatrudnienia)
  - badania związane z problemami społecznej odpowiedzialności firmy (badania prawnych regulacji reklamy i promocji, analiza problemów ekologicznych)
- Częścią systemu informacji firmy jest wywiad marketingowy. Dostarcza on bieżącej informacji o zmianach w otoczeniu firmy w dziedzinie technologii, sytuacji kontrahentów, ogólnej sytuacji gospodarczej, społecznej i politycznej. Najważniejszym jednak przedmiotem zainteresowania wywiadu marketingowego firmy jest jej pozycja wobec konkurencji. Źródłem informacji dla wywiadu marketingowego są przede wszystkim:
  - pracownicy samej firmy
  - obecni i byli pracownicy konkurentów
  - dostawcy, pośrednicy (dealerów), odbiorcy i inne podmioty działające w branży
  - wnikliwa lektura publikacji, zwłaszcza prasy specjalistycznej, czy innych ogólnie dostępnych dokumentów, wywiadów udzielanych przez menedżerów konkurencyjnych firm, ich reklam i innych materiałów promocyjnych
  - przeprowadzenie drobiazgowej analizy laboratoryjnej, technologicznej i ekonomicznej produktów konkurencyjnych
  - firmy kupują też informacje o konkurentach w agencjach badań marketingowych
- Jednym z najczęściej wykorzystywanych narzędzi gromadzenia danych pierwotnych w badaniach marketingowych jest ankieta. Metoda ta polega na uzyskiwaniu od respondentów, najczęściej konsumentów, ale też sprzedawców, menedżerów, ekspertów, odpowiedzi na pytania zawarte w kwestionariuszu ankietowym.

W marketingu stosuje się najczęściej następujące techniki ankietowe: ankietę bezpośrednią, ankietę pocztową, ankietę telefoniczną, ankietę z wykładaniem kwestionariuszy w miejscach publicznych, ankietę prasową, ankietę online (CAWI).
Często wykorzystywane techniki badań marketingowych to indywidualny wywiad pogłębiony (IDI) oraz zogniskowany wywiad grupowy (FGI). Należą one do grupy badań jakościowych, ich celem nie jest bowiem określenie rozmiarów czy proporcji zjawisk rynkowych, lecz ona ogół dostarczenie odpowiedzi na pytanie „dlaczego”, a więc pytanie o motywy postępowania, opinie, sugestie, przeważnie konsumentów. Wywiad pogłębiony jest badaniem indywidualnym, w którym bierze udział jedynie ankieter i osoba badana. Zogniskowany wywiad grupowy to dyskusja w grupie 5-12 (najczęściej 7-9) osób, które powinny orientować się w przedmiocie badań.